# Aurora Rettore
Aurora Rettore (1903) è stata un soprano italiano.
Esordì probabilmente nel 1916. Nei primi anni venti apparve al Teatro Costanzi, per poi proseguire fino al 1935 compreso in vari teatri italiani e britannici, apparendo tuttavia solo in piccole parti.